# Liste der Kulturdenkmale in Niederorschel
Die Liste der Kulturdenkmale in Niederorschel umfasst die als Ensembles, Einzeldenkmale und Bodendenkmale erfassten Kulturdenkmale in der thüringischen Gemeinde Niederorschel und ihrer Ortsteile (Stand: 11. Februar 2025).
Die Angaben in der Liste ersetzen nicht die rechtsverbindliche Auskunft der zuständigen Denkmalschutzbehörde.

## Legende
- Bild: zeigt ein Bild des Kulturdenkmals und gegebenenfalls einen Link zu weiteren Fotos des Kulturdenkmals im Medienarchiv Wikimedia Commons
- Bezeichnung: Name, Bezeichnung oder die Art des Kulturdenkmals
- Lage: Wenn vorhanden Straßenname und Hausnummer des Kulturdenkmals; Grundsortierung der Liste erfolgt nach dieser Adresse. Der Link Karte führt zu verschiedenen Kartendarstellungen und nennt die Koordinaten des Kulturdenkmals.
 Kartenansicht, um Koordinaten zu setzen – in dieser Kartenansicht sind Kulturdenkmale ohne Koordinaten mit einem roten bzw. orangen Marker dargestellt und können in der Karte gesetzt werden. Kulturdenkmale ohne Bild sind mit einem blauen bzw. roten Marker gekennzeichnet, Kulturdenkmale mit Bild mit einem grünen bzw. orangen Marker.
- Datierung: gibt das Jahr der Fertigstellung beziehungsweise das Datum der Erstnennung oder den Zeitraum der Errichtung an
- Beschreibung: bauliche und geschichtliche Einzelheiten des Kulturdenkmals, vorzugsweise die Denkmaleigenschaften
- ID: Die ID identifiziert das Kulturdenkmal eindeutig. In Thüringen sind aktuell keine IDs veröffentlicht. In der ID-Spalte kann sich auch folgendes Icon  befinden, dies führt zu Angaben zu diesem Kulturdenkmal bei Wikidata.

## Ensemble

### Niederorschel
| Bild                                    | Bezeichnung                            | Lage | Datierung | Beschreibung | ID |
| --------------------------------------- | -------------------------------------- | --- | --------- | ------------ | -- |
| Direkt Bild zu diesem Denkmal hochladen | Ensemble / Oberer und Unterer Steinweg | Oberer Steinweg 4–14, 16–18; Thomas-Müntzer-Straße 3–5; Unterer Steinweg 1–17, 20, 22 Flur 7 / Flurstück(e) 632/193; Flur 8 / Flurstück(e) 48, 73, 96, 74, 209/95, 70, 72, 42, 94/4, 47, 53, 56/1, 44, 55, 245/51, 66, 41, 71/7, 50, 65, 75, 207/95, 45/1, 67/2; Flur 9 / Flurstück(e) 1/7, 1/1, 37/11, 51/1, 1/8, 1/14, 48/2, 46/1, 47/1, 48/1, 2/2, 37/13, 28, 1/11, 45/3, 1/12, 1/2, 2/1, 48/3, 1/13, 38/1, 18/1, 1/10, 49, 3, 1/5, 20/1, 19/1, 20/2, 1/3, 17/1, 52/1, 45/1, 1/6, 38/2, 1/4, 45/2; Flur 10 / Flurstück(e) 107/92, 82, 58/1, 81/1, 139/89, 93/4, 59/1, 58/4, 87, 67/1, 84/2, 60/1, 56, 58/2, 138/89, 77, 132/80, 76/1; Flur 10 / Flurstück(e) 72, 105/59, 85/1, 162/75, 85/2, 83/6, 83/3, 141/90, 159/68, 58/3, 94/2, 158/67, 166/63, 55, 88, 84/1, 81/2, 140/90, 94/3, 69, 74/2, 167/63, 94/1, 57/1, 73, 83/5, 59/2, 78, 60/2, 83/4, |           |              |    |

### Rüdigershagen
| Bild                                    | Bezeichnung                                    | Lage | Datierung | Beschreibung | ID |
| --------------------------------------- | ---------------------------------------------- | --- | --------- | ------------ | -- |
| Direkt Bild zu diesem Denkmal hochladen | Ensemble / Historischer Ortskern Rüdigershagen | Am Graben 81a, 81; Am Eichenholze 54; Am Gutshof 1–13, 15, 43f–45; An der Kirche 61–69, 71, 73, 74, 77, 78, 125, 133, 187, 188–191; Brückengasse 126, 127; Deunaer Straße 43, 43a, 4b, 43e; Karlstraße 31, 32, 34–37, 42, 42c; Lädenstraße 128, 129, 131, 132, 134–137, 139, 140, 142–150, 154, 155, 161–165, 167, 169, 170; Rautenstraße 46–48, 50–53, 55, 57–60; Sackgasse 156, 157, 159; Torstraße 79, 80, 83–86, 99–105; Wahlstraße 106, 108, 110–112, 114–117, 119, 120, 123, 124; Wasserstraße 171–180, 182–185 Flur 1 / Flurstück(e) 361/15, 361/16, 361/17, 361/30, 361/31, 362, 363, 364, 365, 366, 367, 368, 369, 370, 5005/1, 5006/2, 5006/3, 5007/1, 5011/1, 5013/1, 5014/1, 5015/1, 5017/1, 5019/1, 5020/1, 5021/1, 5023/1, 5024/1, 5025/1, 5029/1, 5029/2, 5065/1, 5207/1; Flur 1 / Flurstück(e) 214, 216/1, 216/2, 217/1, 217/2, 217/4, 217/5, 217/6, 271/5, 271/7, 272, 285, 286/11, 286/12, 286/2, 286/3, 286/6, 286/7, 286/8, 286/9, 287, 288/1, 288/2, 288/3, 294/10, 294/11, 294/12, 294/2, 294/3, 294/5, 294/7, 295, 296, 297, 298, 299/1, 299/10, 299/12, 299/13, 299/15, 299/16, 299/18, 299/19, 299/3, 299/5, 299/6, 299/7, 299/9, 302/1, 302/19, 302/28, 302/30, 302/31, 302/32, 302/34, 302/38, 302/4, 302/40, 302/5, 303, 304, 305, 306, 307, 308, 309, 310, 311, 313, 314, 315, 316, 317, 318, 319, 322/3, 323/1, 323/2, 324, 325, 326/1, 326/2, 327, 328, 329/1, 330/1, 330/2, 330/3, 330/4, 330/5, 330/7, 331, 332, 333, 334, 335, 336/2, 337, 338, 339, 340, 361/1, 361/10, 361/11, 361/12, 361/13, 361/14; Flur 2 / Flurstück(e) 130/42, 130/43, 130/44, 130/45, 130/46, 130/47, 130/48, 130/49, 130/5, 130/50, 130/51, 130/52, 130/53, 130/54, 130/55, 181/15, 181/16, 181/17, 181/18, 181/22, 181/8, 181/9, 462/123, 463/123, 472/129, 524/123, 525/123, 526/123, 639/123, 715/123, 724/123, 806/123, 807/123, 808/123, 941/129, 954/123, 955/123, 956/123, 1011/129, 1012/129, 1045/123, 1046/123, 1074/123, 1075/123, 1089/128, 1091/128, 1104/123, 1105/123, 1118/123, 1193/123, 1194/123, 1204/128, 1205/128, 1206/128, 5001/1, 5002/1, 5003/1, 5004/1, 5008/1, 5008/2, 5008/3, 5010/1, 5011/1, 5012/1, 5014/1, 5019/1, 5020/1, 5022/1, 5024/1, 5025/1, 5026/1, 5027/1, 5028/1, 5031/1, 5032/1, 5033/1, 5035/1, 5036/1, 5037/1, 5044/1, 5045/1, 5047/1; Flur 2 / Flurstück(e) 5048/1, 5049/1, 5052/1, 5055/1, 5056/1, 5058/1, 5060/1, 5062/1, 5064/1, 5064/2, 5112/1, 5127/2; Flur 2 / Flurstück(e) 120, 121, 123/2, 123/3, 123/4, 123/5, 123/6, 123/11, 123/12, 123/13, 123/14, 123/16, 123/17, 123/18, 123/20, 123/21, 123/23, 123/25, 123/26, 123/28, 123/30, 123/31, 123/32, 123/34, 123/36, 123/37, 123/38, 123/40, 123/42, 123/44, 123/45, 123/47, 123/49, 123/53, 123/54, 123/59, 123/60, 123/61, 123/62, 123/64, 123/66, 123/67, 123/68, 123/69, 123/70, 123/71, 123/76, 123/77, 123/78, 123/8, 125/2, 125/3, 127/1, 127/2, 127/4, 128/1, 128/4, 128/5, 128/6, 128/7, 128/8, 128/9, 128/10, 128/11, 130/1, 130/2, 130/6, 130/7, 130/8, 130/9, 130/11, 130/12, 130/19, 130/20, 130/21, 130/22, 130/23, 130/24, 130/25, 130/27, 130/28, 130/29, 130/31, 130/33, 130/34, 130/35, 130/36, 130/37, 130/38, 130/39, 130/41 |           |              |    |

## Einzeldenkmale

### Deuna
| Bild                                    | Bezeichnung                                                                | Lage                                                                                      | Datierung | Beschreibung | ID |
| --------------------------------------- | -------------------------------------------------------------------------- | ----------------------------------------------------------------------------------------- | --------- | ------------ | -- |
| Direkt Bild zu diesem Denkmal hochladen | Hoftor und Torbogen                                                        | Anger 34 Flur 1 / Flurstück(e) 161/304                                                    |           |              |    |
| Direkt Bild zu diesem Denkmal hochladen | Wohnhaus                                                                   | Kirchstraße 14 Flur 1 / Flurstück(e) 5071/2                                               |           |              |    |
| Direkt Bild zu diesem Denkmal hochladen | Wohnhaus mit Torhaus                                                       | Kirchstraße 6 Flur 1 / Flurstück(e) 161/183                                               |           |              |    |
| Direkt Bild zu diesem Denkmal hochladen | Wohnhaus                                                                   | Kirchstraße 8 Flur 1 / Flurstück(e) 161/184                                               |           |              |    |
| weitere Bilder Fotos hochladen          | Kirche mit Ausstattung und Kirchhof / Kath. Pfarrkirche St. Peter und Paul | Kirchstraße o. Nr. Flur 1 / Flurstück(e) 161/255, 5045/5 (Karte)                          |           |              |    |
| Direkt Bild zu diesem Denkmal hochladen | Kruzifix                                                                   | Kirchstraße o. Nr. Flur 1 / Flurstück(e) 161/255, 5045/5                                  |           |              |    |
| weitere Bilder Fotos hochladen          | Wasserburg mit Wassergraben und Brücke / Hinterhof                         | Sandgasse 1 Flur 1 / Flurstück(e) 161/170 (Karte)                                         |           |              |    |
| Direkt Bild zu diesem Denkmal hochladen | Herrenhaus mit Wirtschaftsgebäude / Vorderhof                              | Sandgasse 2 Flur 1 / Flurstück(e) 5152/1                                                  |           |              |    |
| Direkt Bild zu diesem Denkmal hochladen | Pfarrhaus mit Nebengebäude                                                 | Sandgasse 3 Flur 1 / Flurstück(e) 5045/2                                                  |           |              |    |
| Direkt Bild zu diesem Denkmal hochladen | Stationsweg / Kreuzweg                                                     | Stationsweg o. Nr. Flur 1 / Flurstück(e) 410/2                                            |           |              |    |
| Direkt Bild zu diesem Denkmal hochladen | Wohnhaus                                                                   | Unterdorf 17 Flur 1 / Flurstück(e) 5114/1                                                 |           |              |    |
| Direkt Bild zu diesem Denkmal hochladen | Wohnhaus                                                                   | Unterdorf 5 Flur 1 / Flurstück(e) 1321/161                                                |           |              |    |
| Direkt Bild zu diesem Denkmal hochladen | Kreuz mit Treppenanlage / Dünkreuz, St. Josef-Heinrich-Kreuz               | Unterer Dünweg o. Nr. Flur 1 / Flurstück(e) 363/3, 364/4, 368/4, 410/1, 411, 413/2, 416/2 |           |              |    |
| Direkt Bild zu diesem Denkmal hochladen | Bildstock                                                                  | Unterer Dünweg o. Nr. unterhalb des Dün-Kreuzes Flur 1 / Flurstück(e) 411                 |           |              |    |
| Direkt Bild zu diesem Denkmal hochladen | Hofanlage                                                                  | Zum Dün 33 Flur 1 / Flurstück(e) 161/198                                                  |           |              |    |
| Direkt Bild zu diesem Denkmal hochladen | Wohnhaus mit Torbau                                                        | Zum Hinterdorf 20 Flur 1 / Flurstück(e) 5096/1                                            |           |              |    |
| Direkt Bild zu diesem Denkmal hochladen | Wohnhaus                                                                   | Zum Hinterdorf 35 Flur 1 / Flurstück(e) 161/253                                           |           |              |    |
| Direkt Bild zu diesem Denkmal hochladen | Wohnhaus                                                                   | Zum Hinterdorf 49 Flur 1 / Flurstück(e) 161/197                                           |           |              |    |
| Direkt Bild zu diesem Denkmal hochladen | Gasthof / Zum weißen Ross                                                  | Zum Hinterdorf 51 Flur 1 / Flurstück(e) 161/153                                           |           |              |    |

### Gerterode
| Bild                                    | Bezeichnung                                            | Lage                                                     | Datierung | Beschreibung | ID |
| --------------------------------------- | ------------------------------------------------------ | -------------------------------------------------------- | --------- | ------------ | -- |
| weitere Bilder Fotos hochladen          | Kirche mit Ausstattung / Ev. Pfarrkirche St. Gertrudis | Karl-Marx-Straße 66 Flur 3 / Flurstück(e) 5023/1 (Karte) |           |              |    |
| Direkt Bild zu diesem Denkmal hochladen | Wohnhaus                                               | Karl-Marx-Straße 70 Flur 3 / Flurstück(e) 1309/38        |           |              |    |
| Direkt Bild zu diesem Denkmal hochladen | Wohnhaus                                               | Karl-Marx-Straße 72 Flur 3 / Flurstück(e) 5031/1         |           |              |    |
| Direkt Bild zu diesem Denkmal hochladen | Gemeindehaus                                           | Karl-Marx-Straße 73 Flur 3 / Flurstück(e) 38/25          |           |              |    |
| Direkt Bild zu diesem Denkmal hochladen | Wegweiserstein                                         | Kreisstraße Niederorschel-Bernterode                     |           |              |    |

### Hausen
| Bild                                    | Bezeichnung                                                                      | Lage                                                     | Datierung | Beschreibung | ID |
| --------------------------------------- | -------------------------------------------------------------------------------- | -------------------------------------------------------- | --------- | ------------ | -- |
| Direkt Bild zu diesem Denkmal hochladen | Wohnhaus                                                                         | Mitteldorf 2 Flur 2 / Flurstück(e) 64/2                  |           |              |    |
| Direkt Bild zu diesem Denkmal hochladen | Kruzifix                                                                         | Mitteldorf/Schöllborn o. Nr. Flur 2 / Flurstück(e) 114/5 |           |              |    |
| Direkt Bild zu diesem Denkmal hochladen | Wohnhaus                                                                         | Schöllbornstraße 21 Flur 2 / Flurstück(e) 252            |           |              |    |
| Direkt Bild zu diesem Denkmal hochladen | Gehöft                                                                           | Schulstraße 2 Flur 2 / Flurstück(e) 93/3                 |           |              |    |
| weitere Bilder Fotos hochladen          | Kirche mit Ausstattung, Kruzifix und Kirchhof / Kath. Filialkirche St. Katharina | Schulstraße 6 Flur 2 / Flurstück(e) 181/95 (Karte)       |           |              |    |

### Kleinbartloff
| Bild                                    | Bezeichnung                                                                             | Lage                                                 | Datierung | Beschreibung | ID |
| --------------------------------------- | --------------------------------------------------------------------------------------- | ---------------------------------------------------- | --------- | ------------ | -- |
| Direkt Bild zu diesem Denkmal hochladen | Wohnhaus                                                                                | An der Kirchmauer 1 Flur 1 / Flurstück(e) 303/59     |           |              |    |
| Direkt Bild zu diesem Denkmal hochladen | Wohnhaus mit Torhaus                                                                    | An der Kirchmauer 3 Flur 1 / Flurstück(e) 5029/1     |           |              |    |
| Direkt Bild zu diesem Denkmal hochladen | Schule mit Scheune                                                                      | Hüttengrund 2 Flur 1 / Flurstück(e) 303/9            |           |              |    |
| weitere Bilder Fotos hochladen          | Kirche mit Ausstattung und Kirchhof / Kath. Filialkirche St. Marien (Mariä Himmelfahrt) | Hüttengrund 4 Flur 1 / Flurstück(e) 303/15 (Karte)   |           |              |    |
| Direkt Bild zu diesem Denkmal hochladen | Pfarrhaus                                                                               | Oberdorf 1 Flur 1 / Flurstück(e) 847/303             |           |              |    |
| Direkt Bild zu diesem Denkmal hochladen | Mühle / Rohrmühle                                                                       | Ohnegrund 12 Flur 1 / Flurstück(e) 327/59, 345/66    |           |              |    |
| Direkt Bild zu diesem Denkmal hochladen | Mühle / Eckmühle                                                                        | Ohnegrund 2 Flur 1 / Flurstück(e) 37, 38             |           |              |    |
| Direkt Bild zu diesem Denkmal hochladen | Mühlengehöft / Eichmühle                                                                | Ohnegrund 4 Flur 1 / Flurstück(e) 105/1              |           |              |    |
| Direkt Bild zu diesem Denkmal hochladen | Mühle / Bäckermühle                                                                     | Ohnegrund 8 Flur 2 / Flurstück(e) 30/1, 20/1         |           |              |    |
| Direkt Bild zu diesem Denkmal hochladen | Wohnhaus                                                                                | Reifensteiner Straße 12 Flur 1 / Flurstück(e) 303/65 |           |              |    |
| Direkt Bild zu diesem Denkmal hochladen | Wohnhaus mit Torhaus                                                                    | Reifensteiner Straße 15 Flur 1 / Flurstück(e) 303/69 |           |              |    |
| Direkt Bild zu diesem Denkmal hochladen | Wohnhaus                                                                                | Reifensteiner Straße 16 Flur 1 / Flurstück(e) 303/38 |           |              |    |
| Direkt Bild zu diesem Denkmal hochladen | Bildbaum                                                                                | Unterer Dünwanderweg                                 |           |              |    |
| Direkt Bild zu diesem Denkmal hochladen | Hofanlage                                                                               | Ziegelgasse 13 Flur 1 / Flurstück(e) 303/43          |           |              |    |
| Direkt Bild zu diesem Denkmal hochladen | Grenzstein                                                                              | unterhalb der alten Burg                             |           |              |    |

### Niederorschel
| Bild                                    | Bezeichnung                                                                     | Lage                                                                                    | Datierung | Beschreibung | ID |
| --------------------------------------- | ------------------------------------------------------------------------------- | --------------------------------------------------------------------------------------- | --------- | ------------ | -- |
| Direkt Bild zu diesem Denkmal hochladen | Mühle / Aumühle                                                                 | Aue 9 Flur 7 / Flurstück(e) 199                                                         |           |              |    |
| Direkt Bild zu diesem Denkmal hochladen | Gedenkstätte / Dora Mittelbau                                                   | Bahnhofstraße o. Nr. Flur 6 / Flurstück(e) 483/27                                       |           |              |    |
| Direkt Bild zu diesem Denkmal hochladen | Wohnhaus                                                                        | Bergstraße 34 Flur 8 / Flurstück(e) 165                                                 |           |              |    |
| Direkt Bild zu diesem Denkmal hochladen | Wohnhaus                                                                        | Bergstraße 46 Flur 8 / Flurstück(e) 132                                                 |           |              |    |
| Direkt Bild zu diesem Denkmal hochladen | Wohnhaus mit Schule                                                             | Bergstraße 51 Flur 9 / Flurstück(e) 78                                                  |           |              |    |
| Direkt Bild zu diesem Denkmal hochladen | Pfarrhaus                                                                       | Bergstraße 52 Flur 9 / Flurstück(e) 81/2                                                |           |              |    |
| Direkt Bild zu diesem Denkmal hochladen | Wohnhaus                                                                        | Bergstraße 8 Flur 9 / Flurstück(e) 143                                                  |           |              |    |
| Direkt Bild zu diesem Denkmal hochladen | Wohnhaus                                                                        | Hauptstraße 77 Flur 3 / Flurstück(e) 152/2                                              |           |              |    |
| Direkt Bild zu diesem Denkmal hochladen | Wohnhaus                                                                        | Hauptstraße 95 Flur 10 / Flurstück(e) 29                                                |           |              |    |
| Direkt Bild zu diesem Denkmal hochladen | Wohnhaus                                                                        | Hauptstraße 96 Flur 10 / Flurstück(e) 28                                                |           |              |    |
| Direkt Bild zu diesem Denkmal hochladen | Gedenkstein                                                                     | Hauptstraße o. Nr. Flur 10 / Flurstück(e) 63/2                                          |           |              |    |
| Fotos hochladen                         | Gasthaus / Domschänke                                                           | Jühndorfstraße 15 Flur 9 / Flurstück(e) 80                                              |           |              |    |
| Direkt Bild zu diesem Denkmal hochladen | Wohnhaus                                                                        | Klosterstraße 1 Flur 8 / Flurstück(e) 110                                               |           |              |    |
| Direkt Bild zu diesem Denkmal hochladen | Wohnhaus mit Torhaus                                                            | Linkstraße 9 Flur 9 / Flurstück(e) 32                                                   |           |              |    |
| Direkt Bild zu diesem Denkmal hochladen | Wohnhaus mit Torhaus                                                            | Marktplatz 1 Flur 9 / Flurstück(e) 11/4                                                 |           |              |    |
| weitere Bilder Fotos hochladen          | Kirche / Ev. Auferstehungskirche                                                | Marktplatz 14 Flur 9 / Flurstück(e) 222/15, 221/13 (Karte)                              |           |              |    |
| Fotos hochladen                         | Rathaus                                                                         | Marktplatz 2 Flur 9 / Flurstück(e) 10/2                                                 |           |              |    |
| Direkt Bild zu diesem Denkmal hochladen | Wohnhaus                                                                        | Oberer Steinweg 10 im ENS Oberer und Unterer Steinweg Flur 10 / Flurstück(e) 69         |           |              |    |
| Direkt Bild zu diesem Denkmal hochladen | Wohnhaus                                                                        | Oberer Steinweg 11 im ENS Oberer und Unterer Steinweg Flur 10 / Flurstück(e) 72         |           |              |    |
| Direkt Bild zu diesem Denkmal hochladen | Wohnhaus                                                                        | Oberer Steinweg 13 im ENS Oberer und Unterer Steinweg Flur 10 / Flurstück(e) 74/2       |           |              |    |
| Direkt Bild zu diesem Denkmal hochladen | Wohnhaus                                                                        | Oberer Steinweg 16 im ENS Oberer und Unterer Steinweg Flur 10 / Flurstück(e) 78         |           |              |    |
| Direkt Bild zu diesem Denkmal hochladen | Wohnhaus                                                                        | Oberer Steinweg 18 im ENS Oberer und Unterer Steinweg Flur 10 / Flurstück(e) 81/2       |           |              |    |
| Direkt Bild zu diesem Denkmal hochladen | Wohnhaus / Alte Post                                                            | Oberer Steinweg 3 im ENS Oberer und Unterer Steinweg Flur 10 / Flurstück(e) 53/3        |           |              |    |
| Direkt Bild zu diesem Denkmal hochladen | Wohnhaus                                                                        | Oberer Steinweg 8 im ENS Oberer und Unterer Steinweg Flur 10 / Flurstück(e) 60/2        |           |              |    |
| Direkt Bild zu diesem Denkmal hochladen | Wohnhaus                                                                        | Oberer Steinweg 9 im ENS Oberer und Unterer Steinweg Flur 10 / Flurstück(e) 167/63      |           |              |    |
| Direkt Bild zu diesem Denkmal hochladen | Wohnhaus                                                                        | Thomas-Müntzer-Straße 4 im ENS Oberer und Unterer Steinweg Flur 9 / Flurstück(e) 207/95 |           |              |    |
| Direkt Bild zu diesem Denkmal hochladen | Wohnstallhaus                                                                   | Thomas-Müntzer-Straße 5 im ENS Oberer und Unterer Steinweg Flur 9 / Flurstück(e) 2/2    |           |              |    |
| Direkt Bild zu diesem Denkmal hochladen | Wohnhaus                                                                        | Unterer Steinweg 10 im ENS Oberer und Unterer Steinweg Flur 8 / Flurstück(e) 67/2       |           |              |    |
| Direkt Bild zu diesem Denkmal hochladen | Wohnhaus                                                                        | Unterer Steinweg 14 im ENS Oberer und Unterer Steinweg Flur 8 / Flurstück(e) 53         |           |              |    |
| Direkt Bild zu diesem Denkmal hochladen | Leineweberhaus                                                                  | Unterer Steinweg 16 im ENS Oberer und Unterer Steinweg Flur 8 / Flurstück(e) 50         |           |              |    |
| Direkt Bild zu diesem Denkmal hochladen | Wohnhaus                                                                        | Unterer Steinweg 22 Flur 8 / Flurstück(e) 41                                            |           |              |    |
| Direkt Bild zu diesem Denkmal hochladen | Wohnhaus                                                                        | Unterer Steinweg 3 im ENS Oberer und Unterer Steinweg Flur 10 / Flurstück(e) 85/1       |           |              |    |
| Direkt Bild zu diesem Denkmal hochladen | Wohnhaus                                                                        | Unterer Steinweg 9 Flur 8 / Flurstück(e) 70                                             |           |              |    |
| Direkt Bild zu diesem Denkmal hochladen | Gehöft                                                                          | Zur Kirche 17 Flur 8 / Flurstück(e) 116                                                 |           |              |    |
| weitere Bilder Fotos hochladen          | Kirche mit Ausstattung und Einfriedung / Kath. Kirche St. Marien (Mariä Geburt) | Zur Kirche 4 Flur 9 / Flurstück(e) 76 (Karte)                                           |           |              |    |
| Direkt Bild zu diesem Denkmal hochladen | Leineweberhaus                                                                  | Zur Kirche 6 Flur 8 / Flurstück(e) 125/2, 126, 125/1, 127                               |           |              |    |
| Direkt Bild zu diesem Denkmal hochladen | Wohnhaus mit Torhaus und Nebengebäude                                           | Zur Kirche 7 Flur 9 / Flurstück(e) 4                                                    |           |              |    |

### Reifenstein
| Bild                                    | Bezeichnung                                                                                       | Lage                                                    | Datierung       | Beschreibung | ID |
| --------------------------------------- | ------------------------------------------------------------------------------------------------- | ------------------------------------------------------- | --------------- | ------------ | -- |
| weitere Bilder Fotos hochladen          | Klosteranlage mit Wirtschaftsgebäuden, Freiflächen und Garten / Zisterzienser-Kloster Reifenstein | Im Kloster 7 Flur 1 / Flurstück(e) 94/34 (Karte)        | 12. Jahrhundert |              |    |
| Direkt Bild zu diesem Denkmal hochladen | Forsthaus mit Scheune / Forsthaus Reifenstein                                                     | Kleinbartloffer Straße 2 Flur 4 / Flurstück(e) 13/2, 14 |                 |              |    |

### Rüdigershagen
| Bild                                    | Bezeichnung                                                                  | Lage                                                                                          | Datierung | Beschreibung | ID |
| --------------------------------------- | ---------------------------------------------------------------------------- | --------------------------------------------------------------------------------------------- | --------- | ------------ | -- |
| Direkt Bild zu diesem Denkmal hochladen | Gutshaus und Pferdestall                                                     | Am Gutshof 11a im ENS Historischer Ortskern Flur 1 / Flurstück(e) 299/3                       |           |              |    |
| Direkt Bild zu diesem Denkmal hochladen | Wohnhaus                                                                     | Am Gutshof 9 auch im ENS Historischer Ortskern Flur 2 / Flurstück(e) 123/8                    |           |              |    |
| weitere Bilder Fotos hochladen          | Kirche mit Ausstattung, Kirchhof und Einfriedung / Ev. Pfarrkirche St. Petri | An der Kirche 133 im ENS Historischer Ortskern Flur 2 / Flurstück(e) 954/123, 955/123 (Karte) |           |              |    |
| Direkt Bild zu diesem Denkmal hochladen | Wohnhaus                                                                     | An der Kirche 187 im ENS Historischer Ortskern Flur 2 / Flurstück(e) 5020/1                   |           |              |    |
| Direkt Bild zu diesem Denkmal hochladen | Wohnhaus                                                                     | An der Kirche 61 im ENS Historischer Ortskern Flur 2 / Flurstück(e) 123/42                    |           |              |    |
| Direkt Bild zu diesem Denkmal hochladen | Wohnhaus mit Scheune und Umfassungsmauer                                     | An der Kirche 63 im ENS Historischer Ortskern Flur 2 / Flurstück(e) 123/34                    |           |              |    |
| Direkt Bild zu diesem Denkmal hochladen | Wohnhaus                                                                     | An der Kirche 71 im ENS Historischer Ortskern Flur 2 / Flurstück(e) 806/123, 807/123, 808/123 |           |              |    |
| Direkt Bild zu diesem Denkmal hochladen | Wohnhaus                                                                     | An der Kirche 74 im ENS Historischer Ortskern Flur 2 / Flurstück(e) 123/23                    |           |              |    |
| Direkt Bild zu diesem Denkmal hochladen | Wohnhaus                                                                     | An der Kirche 75 Flur 2 / Flurstück(e) 123/23                                                 |           |              |    |
| Direkt Bild zu diesem Denkmal hochladen | Wohnhaus                                                                     | Brückengasse 127 im ENS Historischer Ortskern Flur 1 / Flurstück(e) 315                       |           |              |    |
| Direkt Bild zu diesem Denkmal hochladen | Wohnhaus                                                                     | Lädenstraße 128 im ENS Historischer Ortskern Flur 1 / Flurstück(e) 314, 317                   |           |              |    |
| Direkt Bild zu diesem Denkmal hochladen | Wohnhaus mit Torfahrt                                                        | Lädenstraße 136 im ENS Historischer Ortskern Flur 1 / Flurstück(e) 5020/1                     |           |              |    |
| Direkt Bild zu diesem Denkmal hochladen | Pfarrhof                                                                     | Lädenstraße 151 Flur 1 / Flurstück(e) 351                                                     |           |              |    |
| Direkt Bild zu diesem Denkmal hochladen | Gehöft                                                                       | Lädenstraße 155 im ENS Historischer Ortskern Flur 1 / Flurstück(e) 302/5                      |           |              |    |
| Direkt Bild zu diesem Denkmal hochladen | Wohnhaus                                                                     | Lädenstraße 164 im ENS Historischer Ortskern Flur 1 / Flurstück(e) 5019/1                     |           |              |    |
| Direkt Bild zu diesem Denkmal hochladen | Gehöft                                                                       | Lädenstraße 170 im ENS Historischer Ortskern Flur 1 / Flurstück(e) 307                        |           |              |    |
| Direkt Bild zu diesem Denkmal hochladen | Wohnhaus                                                                     | Rautenstraße 54 Flur 2 / Flurstück(e) 123                                                     |           |              |    |
| Direkt Bild zu diesem Denkmal hochladen | Wohnhaus                                                                     | Torstraße 102 im ENS Historischer Ortskern Flur 2 / Flurstück(e) 123/5                        |           |              |    |
| Direkt Bild zu diesem Denkmal hochladen | Wohnhaus                                                                     | Torstraße 105 im ENS Historischer Ortskern Flur 2 / Flurstück(e) 123/14                       |           |              |    |
| Direkt Bild zu diesem Denkmal hochladen | Wohnhaus                                                                     | Torstraße 79 im ENS Historischer Ortskern Flur 2 / Flurstück(e) 5032/1                        |           |              |    |
| Direkt Bild zu diesem Denkmal hochladen | Gehöft                                                                       | Torstraße 80 im ENS Historischer Ortskern Flur 2 / Flurstück(e) 5035/1                        |           |              |    |
| Direkt Bild zu diesem Denkmal hochladen | Wohnhaus                                                                     | Torstraße 83 im ENS Historischer Ortskern Flur 2 / Flurstück(e) 525/123, 639/123              |           |              |    |
| Direkt Bild zu diesem Denkmal hochladen | Wohnhaus mit Torfahrt                                                        | Torstraße 84 im ENS Historischer Ortskern Flur 2 / Flurstück(e) 123/2                         |           |              |    |
| Direkt Bild zu diesem Denkmal hochladen | Wohnhaus mit Torfahrt                                                        | Torstraße 85 im ENS Historischer Ortskern Flur 2 / Flurstück(e) 5031/1                        |           |              |    |
| Direkt Bild zu diesem Denkmal hochladen | Wohnhaus mit Torfahrt                                                        | Wasserstraße 172 Flur 1 / Flurstück(e) 305, 306, 5024/1                                       |           |              |    |
| Direkt Bild zu diesem Denkmal hochladen | Wohnhaus                                                                     | Wasserstraße 174 im ENS Historischer Ortskern Flur 1 / Flurstück(e) 302/31                    |           |              |    |
| Direkt Bild zu diesem Denkmal hochladen | Wohnhaus                                                                     | Wasserstraße 175 im ENS Historischer Ortskern Flur 1 / Flurstück(e) 302/30                    |           |              |    |
| Direkt Bild zu diesem Denkmal hochladen | Wohnhaus                                                                     | Wasserstraße 176 im ENS Historischer Ortskern Flur 1 / Flurstück(e) 302/1                     |           |              |    |
| Direkt Bild zu diesem Denkmal hochladen | Wohnhaus                                                                     | Wasserstraße 177 im ENS Historischer Ortskern Flur 1 / Flurstück(e) 304                       |           |              |    |
| Direkt Bild zu diesem Denkmal hochladen | Wohnhaus                                                                     | Wasserstraße 180 im ENS Historischer Ortskern Flur 1 / Flurstück(e) 308                       |           |              |    |
| Direkt Bild zu diesem Denkmal hochladen | Wohnhaus                                                                     | Wasserstraße 184 Flur 2 / Flurstück(e) 5127/2                                                 |           |              |    |

### Vollenborn
| Bild                                    | Bezeichnung                                            | Lage                                                                                      | Datierung | Beschreibung | ID |
| --------------------------------------- | ------------------------------------------------------ | ----------------------------------------------------------------------------------------- | --------- | ------------ | -- |
| weitere Bilder Fotos hochladen          | Bildstock                                              | Alte Schulstraße o. Nr. auf dem Friedhof Flur 1 / Flurstück(e) 25/1, 25/2, 161/25 (Karte) |           |              |    |
| Direkt Bild zu diesem Denkmal hochladen | Kruzifix                                               | Alte Schulstraße o. Nr. auf dem Friedhof Flur 1 / Flurstück(e) 25/1, 25/2, 161/25         |           |              |    |
| Direkt Bild zu diesem Denkmal hochladen | Kirche mit Ausstattung / Kath. Filialkirche St. Martin | Rondelblick 23 Flur 1 / Flurstück(e) 278/123                                              |           |              |    |
| Direkt Bild zu diesem Denkmal hochladen | Gutshaus                                               | Rondelblick 7 Flur 1 / Flurstück(e) 123/25                                                |           |              |    |

## Bodendenkmale

### Deuna
| Bild                                    | Bezeichnung                         | Lage                                    | Datierung | Beschreibung | ID |
| --------------------------------------- | ----------------------------------- | --------------------------------------- | --------- | ------------ | -- |
| Direkt Bild zu diesem Denkmal hochladen | Wassergraben einer ehem. Wasserburg | Ortslage. Flur 1 / Flurstück(e) 161/170 |           |              |    |

### Gerterode
| Bild                                    | Bezeichnung | Lage | Datierung | Beschreibung | ID |
| --------------------------------------- | ----------- | --- | --------- | ------------ | -- |
| Direkt Bild zu diesem Denkmal hochladen | Landwehr    | nnö bis östlich des Ortes; entlang Gemarkungsgrenze zu Wülfingerode und Rehungen (NDH) Flur 1 / Flurstück(e) 35/4; 35/6, 35/5 |           |              |    |

### Kleinbartloff
| Bild                                    | Bezeichnung                                   | Lage | Datierung | Beschreibung | ID |
| --------------------------------------- | --------------------------------------------- | --- | --------- | ------------ | -- |
| Direkt Bild zu diesem Denkmal hochladen | Mittelalterliche Wallburg auf dem Birkenstein | 1 km südlich von Birkungen. Flur 4 / Flurstück(e) 1                                                                                                   |           |              |    |
| Direkt Bild zu diesem Denkmal hochladen | Mittelalterl. Burg ‚Kleiner Birkenstein‘      | 1 km südlich von Birkungen. Flur 4 / Flurstück(e) 1                                                                                                   |           |              |    |
| BW                                      | Die Kleine Altenburg                          | nördlich des Mittelgrundes, ca. 1,1 km ssw der Kirche von Kleinbartloff Flur 4 / Flurstück(e) 22, 24 (Karte)                                          |           |              |    |
| Direkt Bild zu diesem Denkmal hochladen | Die große Altenburg                           | NW-Sporn des Dün; dicht oberhalb des Klosters Reifenstein im Burghagen; ca. 1 km sw der Kirche von Kleinbartloff Flur 4 / Flurstück(e) 16, 17, 24, 26 |           |              |    |

### Rüdigershagen
| Bild                                    | Bezeichnung | Lage | Datierung | Beschreibung | ID |
| --------------------------------------- | ----------- | --- | --------- | ------------ | -- |
| Direkt Bild zu diesem Denkmal hochladen | Wallburg    | Flache nach Südosten vorspringende Bergzunge, im NW der Dorflage, dicht südl. des ehem. Rittergutes. Flur 1 / Flurstück(e) 294/1; 299/8 |           |              |    |